# Philippe Petit (guitariste)
 (février 2019).
Pour les articles homonymes, voir Philippe Petit et Petit.
Philippe Petit, né le 23 novembre 1954 à Marmande, est un guitariste, auteur, compositeur de jazz français, et professeur de guitare jazz au conservatoire de Nice.

## Parcours artistique
Depuis 1976, date à laquelle il s’installe à Paris, Philippe Petit construit sa vie autour du jazz. Il acquiert une reconnaissance du grand public grâce à l'album La Note bleue enregistré avec Barney Wilen, disque accompagné d’une bande dessinée de Philippe Paringaux et Loustal, mais aussi grâce à la création d’œuvres symphoniques : Apollon Jazz à Nice et Sigmanialogie 21 à Bordeaux. Jusqu'en 1991, Philippe Petit enregistre plusieurs albums avec notamment Joe Albany, Michel Graillier, Dominique Lemerle, Aldo Romano, Riccardo Del Fra, Miroslav Vitouš, et Tal Farlow.
Depuis la rentrée 2004 il est professeur au conservatoire à rayonnement régional de Nice. De 2004 à 2007, il présente son spectacle "Notes & Mots" basé sur ses textes et la musique acoustique, diffusé par France Musique dans l'émission de Xavier Prévost Le Jazz Probablement[Quand ?].
Il revient sur scène en 2008 au Festival Radio France Occitanie Montpellier, où il est invité par Xavier Prévost à rencontrer le contrebassiste Stéphane Kerecki (Prix de l'Académie Charles-Cros 2008), concert retransmis sur France Musique. Il crée ensuite le Philippe Petit Trio avec les contrebassistes Ruth Levy-Benseft ou Stéphane Kerecki et les batteurs Thomas Delor, François Laizeau ou Sangoma Everett. Il se produit également avec la compagnie de Théâtre Le Cyclope.
En 2014 Philippe Petit monte le quartet Philmanialogy avec Alain Jean-Marie (piano), Louis Petrucciani (contrebasse) et Sangoma Everett (batterie). Leurs premiers concerts ont lieu dans le cadre du festival Jazz à Domergue (villa Domergue à Cannes), puis à l'auditorium du conservatoire de Nice. En 2015 il joue avec son No Jam Trio en compagnie de Ruth Levy-Benseft et François Laizeau à La Note Bleue à Monaco et au festival Coartjazz à Coaraze avec son trio Philmanialogy (Louis Petrucciani et Sangoma Everett).

## Discographie
- 1977 : Parfums, Musica Records,en solo.
- 1978 : Bird, Musica Records, en duo avec Joe Albany (piano). (inédit).
- 1979 : For all the Life..., réédition Écoute Paris Jazz Corner Productions (2004), avec Michel Graillier, Dominique Lemerle, Aldo Romano.
- 1986 : Flashback, Paris Jazz Corner Productions (2001), duo avec Barney Wilen.
- 1987 : La Note Bleue, Ida Records, Barney Wilen, Alain Jean-Marie, Riccardo Del Fra, Sangoma Everett. prix de l’Académie Charles Cros
- 1989 : Impressions of Paris, réédition Elabeth, (2005), duo avec Miroslav Vitouš.
- 1991 : Standards Recital, Elabeth, duo avec Tal Farlow.
- 1991 : Guitar Reflections, en solo, réédition Elabeth.
- À paraître : In a Blue Way, en trio avec Ruth Levy-Benseft et Sangoma Everett, enregistrement public à « La Note Bleue » (Monaco) en 2014.